# 大和田正春
大和田 正春（おおわだ まさはる、1961年1月12日 - ）は、日本のプロボクサー。第37代日本ミドル級王者。東京都練馬区出身。

## 人物
在日米軍兵士であったアメリカ人の父と日本人の母との間に生まれたハーフで、褐色の肌にスキンヘッド、口髭というその風貌から和製ハグラーと呼ばれた。16勝中KO勝利が14との戦績が示す通りの強打者であったが、その反面、11敗中KO負けが9と打たれ弱くキャリアの前半は勝ち負けを繰り返していたが、キャリア後半にはその強打でビッグアップセットや逆転KOを演出し、スリリングな試合を繰り広げた。スーパーフェザー級でデビューの後、徐々に階級を上げ、ミドル級で日本チャンピオンに上り詰めた。

## 来歴

### スーパーフェザー級
1979年6月28日、角海老宝石ボクシングジムからスーパーフェザー級でプロデビューも4R判定で敗れた。
1980年12月28日、東日本新人王スーパーフェザー級優勝を賭けて新山泰次郎に挑むも6RKO負けを喫した。
1984年9月17日、赤井英和をアマチュア時代に倒した男として注目されたプロ5戦5勝の野村勝英に1RKO勝ち。野村はこの試合で頬骨陥没骨折を負い引退を余儀なくされた。

### スーパーライト級
野村を破ったこともありスーパーライト級に階級を上げ、1985年2月5日、大阪府立体育会館で赤井の世界前哨戦の対戦相手として出場し、左ストレートで7回KO勝ちを収めた。この試合で赤井は脳挫傷を負って生死の境をさまようこととなり、引退せざるを得なかった。大和田は後年まで「赤井は、今でも俺のこと恨んでいるだろうな」と胸に引っかかっていたが、2022年にイベントで再会する機会があり、そこで赤井から『わだかまりは一切ない』と言葉を貰った。

### ミドル級
1986年8月11日、3月24日に一度破っている無限川坂と日本ミドル級タイトルを争い、10R判定で王者となった。最初の防衛戦後から目に異常を感じ、網膜剥離の疑いを伏せながら（当時のJBCルールでは、発覚すれば即引退）4回防衛した。
1987年9月6日、OPBF東洋太平洋ミドル級王者ポーリー・パシレロンに挑むも7RTKOに敗れ戴冠ならず。12月14日、大和武士を5RKOで退け日本ミドル級5度目の防衛を果たしてからの翌1988年、タイトルを返上して正式に網膜剥離を公表し現役を引退した。

### 引退後
赤井英和との壮絶な戦いはその後、赤井の俳優としての出世となった映画『どついたるねん』（監督：阪本順治）に再現され、本人が特別出演した。その後同じく阪本監督の『鉄拳』に出演しており、また、その両作品に最後の試合相手となった大和田も出演（『鉄拳』では主演）している。
その後、メッキ工として働き続けるとともに、埼玉県狭山市の多寿満ボクシングジムでトレーナとして後進の育成にあたっている。

## 戦績
- 戦績:28戦16勝（14KO）11敗1分

| 戦           | 日付           | 勝敗 | 時間     | 内容 | 対戦相手           | 国籍                 | 備考                                 |
| ------------ | -------------- | ---- | -------- | ---- | ------------------ | -------------------- | ------------------------------------ |
| 1            | 1979年6月28日  | ★    | 4R       | 判定 | 加藤晴喜           | 日本（草加有沢）     | デビュー戦                           |
| 2            | 1980年4月14日  | ★    | 4R       | 判定 | 湯川一昭           | 日本（日本サイトー） |                                      |
| 3            | 1980年6月12日  | ☆    | 1R 0:34  | KO   | 石田照一           | 日本（新日本木村）   |                                      |
| 4            | 1980年8月19日  | ☆    | 4R       | 判定 | 松田逸木           | 日本（野口）         |                                      |
| 5            | 1980年9月18日  | ☆    | 2R 0:56  | KO   | 菊地裕幸           | 日本（キング）       |                                      |
| 6            | 1980年10月27日 | ☆    | 4R 1:28  | KO   | 小川孝夫           | 日本（銚子）         |                                      |
| 7            | 1980年11月21日 | ☆    | 3R 3:00  | KO   | 仲沢 仲            | 日本（宇都宮協栄）   |                                      |
| 8            | 1980年12月28日 | ★    | 6R 3:42  | KO   | 新山泰次郎         | 日本（八戸協栄）     | 東日本ジュニアライト級新人王決勝     |
| 9            | 1981年6月5日   | △    | 6R       | 判定 | 大隅浩志           | 日本（三迫）         |                                      |
| 10           | 1981年8月4日   | ★    | 2R 3:08  | KO   | 中本利昭           | 日本（新日本木村）   |                                      |
| 11           | 1981年11月21日 | ★    | 5R 2:31  | KO   | 宮田正明           | 日本（野口）         |                                      |
| 12           | 1982年3月6日   | ☆    | 4R 2:23  | KO   | ケン十川           | 日本（オサム）       |                                      |
| 13           | 1982年6月15日  | ☆    | 3R 1:20  | TKO  | 宇庭善憲           | 日本（金子）         |                                      |
| 14           | 1982年8月6日   | ★    | 5R 1:09  | KO   | 達城 錠            | 日本（神林）         |                                      |
| 15           | 1982年11月5日  | ★    | 2R 1:55  | KO   | ヤング秀男         | 日本（オサム）       |                                      |
| 16           | 1983年2月22日  | ★    | 3R 1:39  | KO   | 鹿野秀之           | 日本（ヨネクラ）     |                                      |
| 17           | 1984年9月17日  | ☆    | 1R 1:17  | KO   | 野村勝英           | 日本（ワタナベ）     |                                      |
| 18           | 1985年2月5日   | ☆    | 7R 2:48  | KO   | 赤井英和           | 日本（グリーンツダ） |                                      |
| 19           | 1985年6月11日  | ★    | 5R 2:12  | KO   | 飛鳥 良            | 日本（松戸平沼）     |                                      |
| 20           | 1986年1月27日  | ★    | 1R 1:32  | KO   | 木村栄治           | 日本（ロッキー）     |                                      |
| 21           | 1986年3月24日  | ☆    | 4R 3:02  | KO   | 無限川坂           | 日本（上福岡）       |                                      |
| 22           | 1986年8月11日  | ☆    | 10R      | 判定 | 無限川坂           | 日本（上福岡）       | 日本ミドル級タイトルマッチ           |
| 23           | 1986年9月28日  | ☆    | 5R 2:26  | KO   | 丸尾 正            | 日本（福岡帝拳）     | 日本王座防衛1                        |
| 24           | 1986年12月15日 | ☆    | 10R 1:44 | KO   | 無限川坂           | 日本（上福岡）       | 日本王座防衛2                        |
| 25           | 1987年3月23日  | ☆    | 8R終了   | TKO  | 丸尾 正            | 日本（福岡帝拳）     | 日本王座防衛3                        |
| 26           | 1987年5月10日  | ☆    | 5R 3:00  | KO   | 松柳俊紀           | 日本（東邦）         | 日本王座防衛4                        |
| 27           | 1987年9月6日   | ★    | 7R       | TKO  | ポリー・パシレロン | インドネシア         | OPBF東洋太平洋ミドル級タイトルマッチ |
| 28           | 1987年12月14日 | ☆    | 5R 1:17  | KO   | 大和武士           | 日本（セラピー渡辺） | 日本王座防衛5                        |
| テンプレート |                |      |          |      |                    |                      |                                      |

## 獲得タイトル
- 第37代日本ミドル級王座（防衛5=返上）